# Райва, Анна Аркадьевна
А́нна Арка́дьевна Ра́йва (с середины 2000-х годов — Анна Аркадьевна Райва-Барская; 20 апреля 1979, Москва) — российская и израильская журналистка, работала корреспондентом российского Первого канала, израильских Девятого канала и газеты Маарив.

## Биография
Родилась 20 апреля 1979 года в Москве. Отец — экономист, мать — переводчик с немецкого языка. Была внештатным корреспондентом двух молодёжных изданий. По окончании школы поступила на факультет журналистики МГУ, который окончила в 2001 году с красным дипломом по специальности «Журналист-международник со знанием английского и чешского языков».
Первый материал Анна подготовила ещё в 9-м классе — это было большое интервью с участниками группы «Браво», опубликованное в одном из молодёжных изданий.
На телевидении работала с 1997 по 2019 год. С 1997 по 2002 год работала в программе новостей телеканала ТВЦ. Была парламентским корреспондентом, специализировалась в основном на политической тематике.
В 2002 году перешла работать на «Первый канал». С 2002 по 2005 год являлась корреспондентом программ «Новости» и «Время» Дирекции информационных программ ОАО «Первый канал».
Работала в дни террористического акта на Дубровке в Москве 23-26 октября 2002 года. Во время иракской кампании 2003 года была собственным корреспондентом «Первого канала» в Кувейте. За серию репортажей из Ирака была номинирована на телевизионную премию «ТЭФИ—2003». Затем освещала в своих репортажах матчи сборной России в рамках отборочного турнира чемпионата Европы по футболу 2004 года, конкурс песни «Евровидение» в Стамбуле, рабочие поездки президента России, а также взрывы самолётов в Тульской и Ростовской областях в августе 2004 года.
В 2005 году стала соавтором и ведущей двухсерийного документального фильма о Че Геваре «Я жив и жажду крови» (премьерный показ состоялся 23 и 24 мая 2005 года, производство компании «Телеформат», вещатель — «Первый канал»).
С 2006 года проживает и работает в Израиле. С 2008 по 2019 год являлась политическим обозревателем, парламентским корреспондентом телеканала «Израиль-плюс» (впоследствии — «Девятый канал Израиль»). В 2012 году недолгое время делала материалы для новостных программ «Пятого канала» (Россия) в Израиле.
С 2017 по 2019 год вела программу «Тема дня» на радио РЭКА.
В 2019 году присоединилась к газете «Маарив» в качестве корреспондента по политическим вопросам. Ведёт еженедельную колонку о политических комментариях. Освещала дело Наамы Иссахар и разоблачала сделку по обмену, которую Россия предложила Израилю, освобождение российского хакера Алексея Буркова и передачу Александровского подворья в Иерусалиме в российскую собственность в рамках сделки.
Замужем. Владеет английским и чешским языками, а также ивритом.

## Личная жизнь
В 2004—2005 годах была замужем за Виктором Гафтом, генеральным директором компании «Имидж-контакт».
В настоящее время живёт со вторым мужем в Израиле.